# 24. новембар
24. новембар (24.11.) је 328. дан године по грегоријанском календару (329. у преступној години). До краја године има још 37 дана.

## Догађаји
- 1642 — Холандски морепловац Абел Јансон Тасман јужно од Аустралије открио острво и назвао га Ван Дименова Земља, касније њему у част названо Тасманија.
- 1859 — Објављена књига енглеског природњака Чарлса Дарвина О пореклу врста. Његова револуционарна теорија еволуције изазвала велике контроверзе у научним круговима, а црквени се уплашили да ће књига подрити религијска веровања о постанку света. Тај дан се обележава и као Дан еволуције.
- 1896 — Основан Педагошки музеј (Београд)
- 1918 — Срем одлучио да се присаједини Србији.
- 1941 — Почела немачка офанзива на град Ужице, у Другом светском рату. Одступницу главног дела партизанских снага чинио Раднички батаљон. Немци заузели град крајем новембра, а током борби на Кадињачи, 14 километара западно од Ужица, погинуло 180 бранилаца града.
- 1963 — Два дана после атентата на председника САД Џона Кенедија у Даласу, Џек Руби у полицијској станици убио, из револвера, Лија Харвија Освалда, осумњиченог за атентат.
- 1971 — Након што је преузео откупнину од 200.000 америчких долара, отмичар знан као Ден Купер је искочио падобраном из степеништа на крају авиона који је отео изнад Пацифичког Северозапада и нестао.
- 1974 — Председник САД Џералд Форд и совјетски лидер Леонид Брежњев у Владивостоку постигли привремен споразум о ограничењу офанзивног стратешког нуклеарног оружја.
- 1976 — Земљотрес разорио град Мурадије и на стотине села на истоку Турске. Погинуло око 5.300 људи, а 50.000 остало без домова.
- 1989 — Под притиском масовних демонстрација у Прагу, комплетно руководство Комунистичке партије Чехословачке поднело оставке, укључујући генералног секретара Милоша Јакеша. На место генералног секретара партије дошао Карол Урбанек.
- 1991 — Проглашена трећа Дубровачка република као одговор на хрватски сепаратизам од Југославије.
- 1992 — На југу Кине срушио се путнички авион „боинг 737”. У најтежој несрећи у историји кинеског ваздухопловства живот изгубила 141 особа, сви путници и чланови посаде.
- 1995 — Ирци на референдуму тесном већином изгласали легализацију развода брака.
- 1998 —
  - Председник Југославије Слободан Милошевић сменио начелника Генералштаба Војске Југославије, генерал-пуковника Момчила Перишића.
  - Генерал Емил Лахуд, први председник Либана после окончања 15-годишњег грађанског рата у тој блискоисточној земљи, преузео дужност шефа државе.
- 2000 —
  - Око 900.000 људи протестовало на улицама Барселоне због терористичких акција баскијске сепаратистичке организације ЕТА. На челу протестне колоне били премијер Шпаније Хосе Марија Аснар и други државни и политички званичници.
  - Председник Југославије Војислав Коштуница допутовао у Загреб на Самит на врху држава Југоисточне Европе и Европске уније, у прву посету неког српског званичника Хрватској од распада СФРЈ.
- 2003 — Врховни суд у Глазгову, у Шкотској, на 27 година затвора осудио либијског обавештајца Абдела Басета Али ал Меграхија, 2001. проглашеног кривим за учешће у рушењу авиона Пан Ама на лету број 103 изнад језера Локерби у Шкотској, 1998.

## Рођења
- 1632 — Барух де Спиноза, холандски филозоф јеврејског порекла. (прем. 1677)
- 1729 — Александар Васиљевич Суворов, руски војсковођа. (прем. 1800)
- 1833 — Јован Јовановић Змај, српски писац, драматург и дечји песник. (прем. 1904)
- 1864 — Анри де Тулуз-Лотрек, француски сликар. (прем. 1901)
- 1923 — Златко Чајковски, хрватски фудбалер и фудбалски тренер. (прем. 1998)
- 1925 — Симон ван дер Мер, холандски физичар, добитник Нобелове награде за физику (1984). (прем. 2013)
- 1926 — Цунг-Дао Ли, кинеско-амерички физичар, добитник Нобелове награде за физику (1957). (прем. 2024)
- 1938 — Оскар Робертсон, амерички кошаркаш.
- 1941 — Пит Бест, енглески музичар, најпознатији као првобитни бубњар групе The Beatles.
- 1942 — Били Коноли, шкотски глумац и комичар.
- 1946 — Тед Банди, амерички серијски убица и силоватељ. (прем. 1989)
- 1950 — Злата Нуманагић, српска глумица.
- 1952 — Тјери Лермит, француски глумац, редитељ, сценариста и продуцент.
- 1954 — Емир Кустурица, српски редитељ, сценариста, глумац и музичар.
- 1957 — Дениз Крозби, америчка глумица.
- 1967 — Мирјана Јоковић, српска глумица.
- 1977 — Давор Бобић Москри, српски хип хоп музичар. (прем. 2005)
- 1978 — Кетрин Хајгл, америчка глумица и модел.
- 1979 — Ана Штајдохар, српска певачица.
- 1981 — Вуле Авдаловић, српски кошаркаш.
- 1990 — Том Одел, енглески музичар.
- 1991 — Албано Оливети, француски тенисер.

## Смрти
- 1572 — Џон Нокс, шкотски протестантски реформатор, следбеник Калвина. (рођ. отприлике 1514)
- 1848 — лорд Мелбурн, британски државник, премијер и повереник краљице Викторије. (рођ. 1779)
- 1916 — Хајрем Стивенс Максим, британски конструктор оружја америчког порекла, изумитељ митраљеза. (рођ. 1840)
- 1929 — Жорж Клемансо, француски државник. (рођ. 1841)
- 1957 — Дијего Ривера, мексички сликар и комунистички активиста. (рођ. 1841)
- 1991 — Фреди Меркјури, британски рок музичар, фронтмен и певач групе Квин. (рођ. 1946)
- 2012 — Сава Бабић, писац, песник, преводилац и професор. (рођ. 1934)[1]
- 2014 — Виктор Тихонов, совјетски и руски хокејаш. (рођ. 1930)
- 2014 — Ненад Манојловић, био је југословенски и српски ватерполиста, селектор репрезентације Југославије и Србије и Црне Горе. (рођ. 1954)

## Празници и дани сећања
- Српска православна црква данас прославља
  - Свети мученик Мина
  - Мратиндан - Свети краљ Стефан Дечански